# Reziario

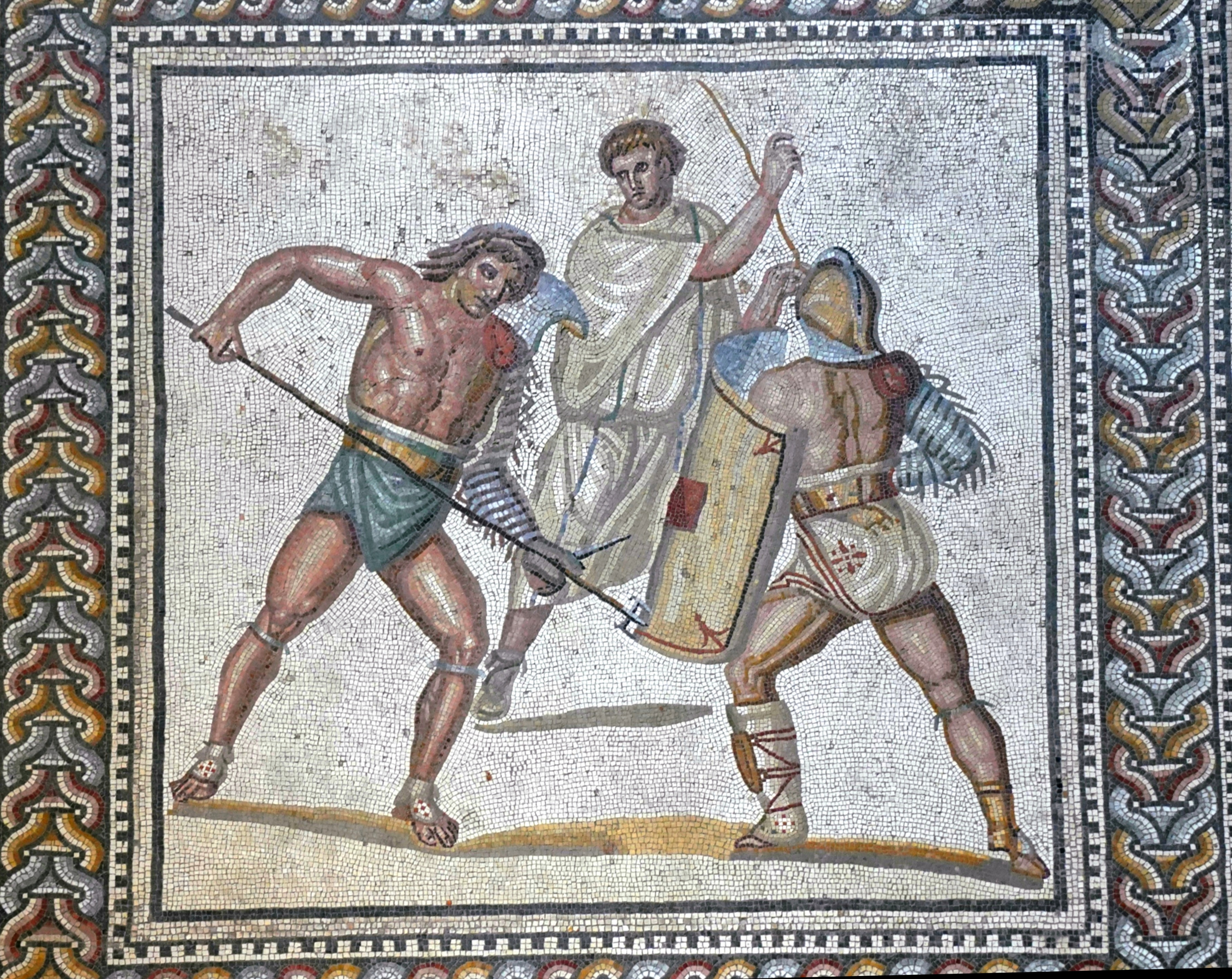
Un reziario trafigge col suo tridente un secutor in un mosaico trovato nella cittadina di Nennig, comune di Perl, in Germania (ca. II-III secolo)

Il reziario (lat. retiarius, pl. retiarii, letteralmente "l'uomo con la rete" o "il combattente con la rete"), era una delle classi gladiatorie dell'antica Roma; combatteva con un equipaggiamento simile a quello utilizzato dai pescatori, una rete munita di pesi per avvolgere l'avversario, un tridente (la fuscina) ed un pugnale (il pugio). Lottava con un'armatura leggera, proteggendosi il braccio con una lorica manica e la spalla con un parabraccio (il galerus) e indossava un indumento di lino (il subligaculum), un sospensorio fissato alla vita mediante un ampio cinturone (il balteus). Non portava alcuna protezione alla testa, né calzature.
Il reziario apparve per la prima volta nell'arena nel I secolo e divenne in seguito un'attrazione abituale dei giochi gladiatorii. Nell'arena si confrontava di solito con il secutor, un gladiatore pesantemente armato. Agile e veloce, il reziario adottava uno stile di combattimento elusivo, tendente a sfuggire agli attacchi dell'avversario, ma pronto in realtà a cogliere ogni opportunità di colpire. Questa tattica, detestata dagli spettatori, che consideravano più nobile lo scambio diretto di colpi, unita a una percezione di effeminatezza trasmessa dalla sua figura quasi nuda, lo collocavano ad un livello basso e disonorato della gerarchia gladiatoria. D'altra parte, il fatto che gli spettatori potessero osservare i volti di questi lottatori portò gradualmente a umanizzarli e accrescerne la popolarità, tanto che il reziario divenne il tipo di gladiatore più famoso. In effetti, nell'arte romana e nei graffiti venuti alla luce si ritrovano riferimenti comprovanti che, al contrario di quanto si sa da altre fonti informative, questi gladiatori finirono per godere di buona reputazione, sia come combattenti che come amanti.

## La storia

### La comparsa e la diffusione del reziario

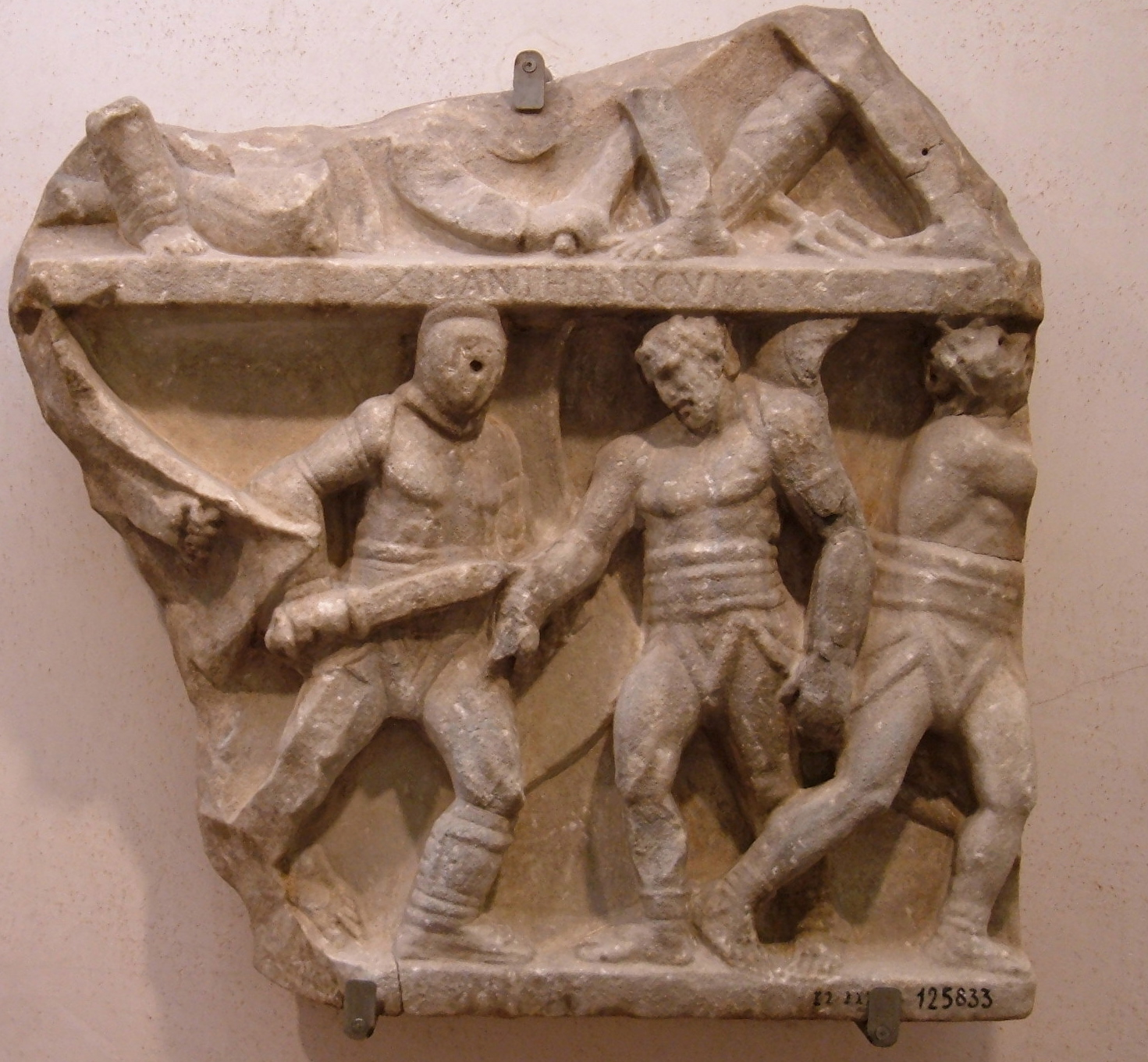
Rilievo che mostra un combattimento tra un secutor ed un reziario

Fino al I secolo non ci sono testimonianze né dati, nell'arte e nella letteratura romana, della presenza in un'arena del reziario; ad esempio, questo tipo di gladiatore non compare nei rilievi con motivi gladiatorii, provenienti da Pompei e da Teate, che risalgono al I secolo, sebbene vi siano testimonianze della loro esistenza nei graffiti e nei vari manufatti della stessa epoca rinvenuti tra le rovine di Pompei.

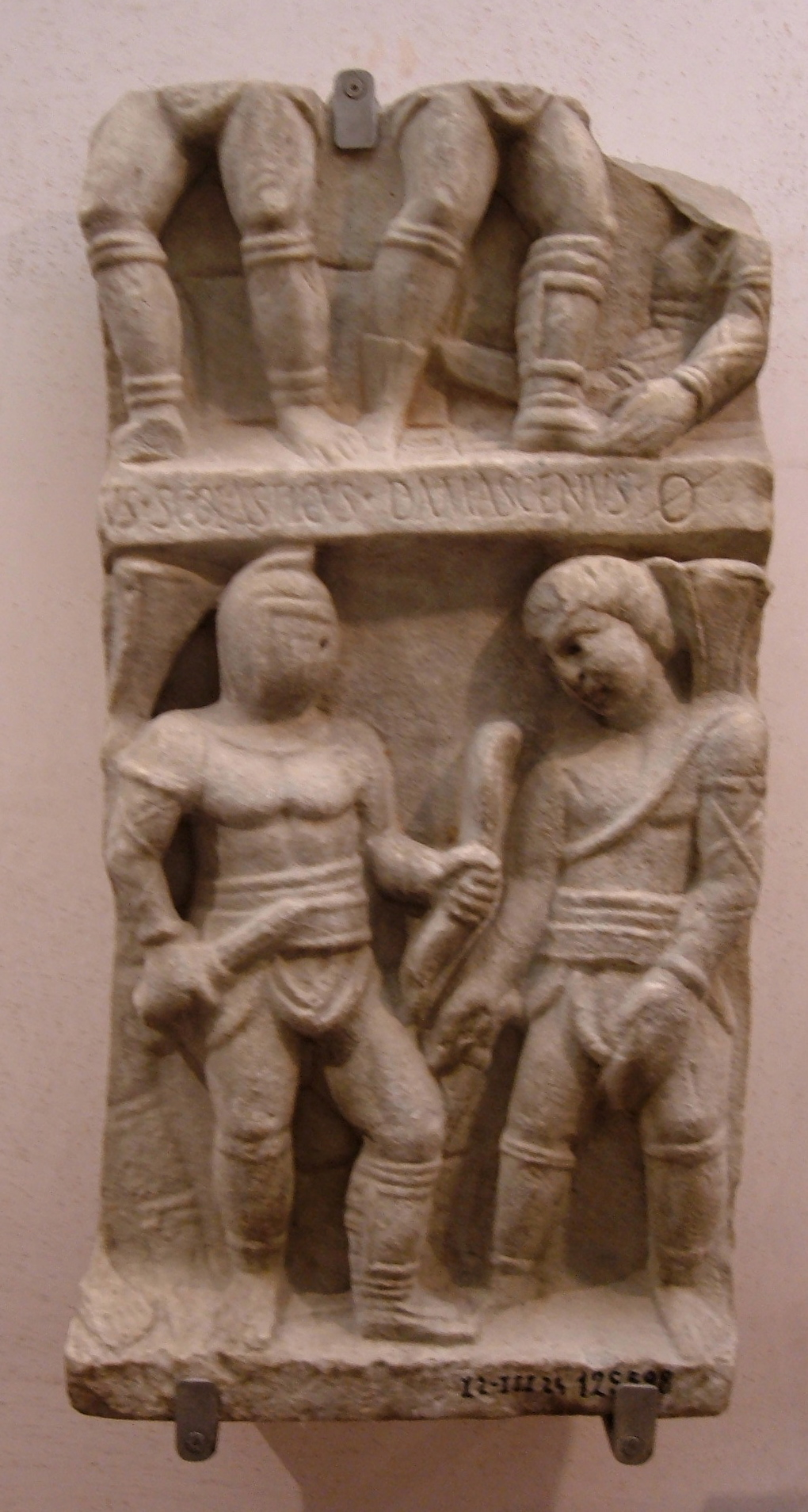
Reziario (a destra) contro secutor. Sul rilievo è inciso ben visibile il simbolo 'Ø', che indica la morte del gladiatore

L'aspetto del reziario richiamava in modo evidente quello di un pescatore, del quale riprendeva anche l'armamento e la tecnica di combattimento. Il suo confronto più abituale era quello contro il secutor (l'inseguitore), un gladiatore pesantemente armato e quindi dalla mobilità assai limitata; i combattimenti tra reziari e secutores si diffusero, presumibilmente nella seconda metà del I secolo, parallelamente al diffondersi di queste due classi gladiatorie e degli spettacoli, i munera, divenendone un'attrazione abituale fino alla loro progressiva scomparsa. Il loro confronto finì per costituire, al pari di quello tra mirmillone e trace, una delle contrapposizioni classiche dei munera, nelle quali il combattimento tra gladiatori diversamente armati veniva bilanciato dotando il gladiatore che disponeva di maggiori possibilità di offesa di minori capacità difensive.
Per quanto riguarda la simbologia, il reziario rappresentava l'acqua in continuo movimento che si confrontava col fuoco del secutor, più statico, ma dotato della forza irresistibile della fiamma. Il loro confronto simboleggiava anche quello tra l'uomo e la natura (in questo caso quello tra il pescatore e la sua preda), dato che il reziario, dalle sembianze di un pescatore, combatteva contro il secutor il cui elmo chiuso, liscio e privo di visiera assomigliava alla testa di un pesce. Già in precedenza i mirmilloni portavano raffigurata sopra l'elmo l'immagine di un pesce (la murma); i secutores, con la loro armatura squamata, ne furono un'evoluzione.
Un altro tipo di gladiatore, il laquearius, era molto simile al reziario, ma combatteva con un lazo, il laqueus, al posto della rete.

### Il basso rango del reziario
I gladiatori dell'antica Roma si potevano classificare in base al tipo di armamento che indossavano, che ricalcava il modello dei soldati di fanteria. Quasi tutte le categorie dei gladiatori si rifacevano ai militari armati dei rispettivi eserciti ma il reziario, che usava una rete ed un tridente e richiamava con la sua immagine Nettuno, dio del mare, costituiva un'eccezione a questa regola, così come le naumachie, le uniche battaglie gladiatorie che si svolgevano in un contesto acquatico, rappresentavano un'eccezione nell'ambito dei munera.
Gli elmi, insieme alle armature, servivano a mascherare i tratti distintivi dei lottatori, affinché tanto al pubblico quanto ai gladiatori stessi venissero celate le rispettive identità, il che facilitava il confronto nell'arena nei duelli mortali contro delle persone con le quali si viveva e ci si allenava tutti i giorni. Malgrado ciò, al reziario non era consentito portare alcuna protezione alla testa, e combatteva con il viso completamente scoperto.
Il reziario doveva compensare la sua scarsa protezione con la velocità e l'agilità; mantenendosi a distanza dal suo avversario, adottava uno stile di combattimento apparentemente sfuggente finalizzato ad eluderne gli assalti, ma pronto a contrattaccare sfruttando ogni breccia che si aprisse nella sua guardia. L'impiego di tattiche tanto rinunciatarie appariva quasi oltraggioso agli occhi degli spettatori, che apprezzavano maggiormente lo scontro diretto tra i contendenti.
La leggerezza dell'armatura e delle sue armi rappresentavano poi un ulteriore svantaggio. Di fatto, quanto più rimaneva scoperta ed indifesa la pelle di un gladiatore, tanto più basso era considerato il suo rango e tanto maggiore la percezione di effeminatezza da parte del pubblico. Tutto ciò valeva maggiormente nel caso del reziario poiché la rete, piuttosto ingombrante, era di per sé considerata un simbolo muliebre, il che lo collocava al livello più basso, reietto e meno virile di tutte le categorie gladiatorie e finiva per alienargli ancor più il favore del pubblico. Durante gli spettacoli l'imperatore Claudio ordinava la sistematica condanna a morte di tutti i reziari sconfitti in combattimento; il loro volto scoperto, privo di elmo protettivo, trasmetteva agli spettatori compiaciuti le loro espressioni di agonia:
(Svetonio, Vite dei Cesari, Libro V, Claudio, 34.1)
In conseguenza della loro posizione gerarchica i reziari erano costretti a vivere in baracche del tutto disagevoli e alcuni di loro, cercando di innalzare il proprio rango, si allenavano come sanniti, un'altra classe di gladiatori.

### Iretiarii tunicati
Esistono molti passaggi delle opere di Giovenale, di Seneca e di Svetonio che raccontano dell'esistenza di reziari che lottavano indossando una tunica, conosciuti come retiarii tunicati, e che si ritiene costituissero un sottogruppo di lottatori di basso rango, persino più infimo di quello del reziario stesso.
Il poeta satirico Giovenale scrisse al riguardo:
(Giovenale, Satira VI, Libro II, Ox7-Ox12)
Questo testo suggerisce che i reziari che indossavano una tunica e si allenavano sotto una stretta disciplina, con restrizioni specifiche, erano chiamati a svolgere una funzione diversa nei giochi gladiatorii. Seneca menziona nella sua opera Naturales quaestiones l'esistenza di certi uomini effeminati che si allenavano nella scuola dei gladiatori e che potrebbero corrispondere a quei retiarii tunicati di cui parla Giovenale:
(Seneca, Naturales quaestiones, Libro VII, par. 31.3)
Svetonio, da parte sua, narra un aneddoto:
(Svetonio, Vite dei Cesari, Libro IV, Caligola, 30.3)
Il destino del gruppo di reziari di cui parla Svetonio resta sconosciuto, però l'aneddoto riporta l'attenzione sul fatto che non si trattava di una competizione abituale, giacché i veri gladiatori non si arrendevano tanto facilmente. Piuttosto, è possibile che questi reziari tunicati abbiano rappresentato un qualche tipo di spettacolo comico inserito all'interno del programma dei combattimenti tra gladiatori.
La seconda Satira di Giovenale, nella quale il poeta fa una critica dell'immoralità che si percepiva nella società romana, presenta un discendente della famiglia dei Gracchi che viene descritto come omosessuale e sposato (letteralmente Giovenale lo definisce "sposa", al femminile) a un suonatore di corno:
(Giovenale, Satira II, Libro I, 115-120)
"Questo Gracco" appare più tardi nell'arena:
(Giovenale, Satira II, Libro I, 143-148)
Gracco finisce per apparire nell'ottava satira di Giovenale come il peggior esempio di nobile romano che si sia rovinato con le sue mani per le sue apparizioni in spettacoli pubblici e di intrattenimento popolare:
(Giovenale, Satira VIII, Libro III, 199-210)

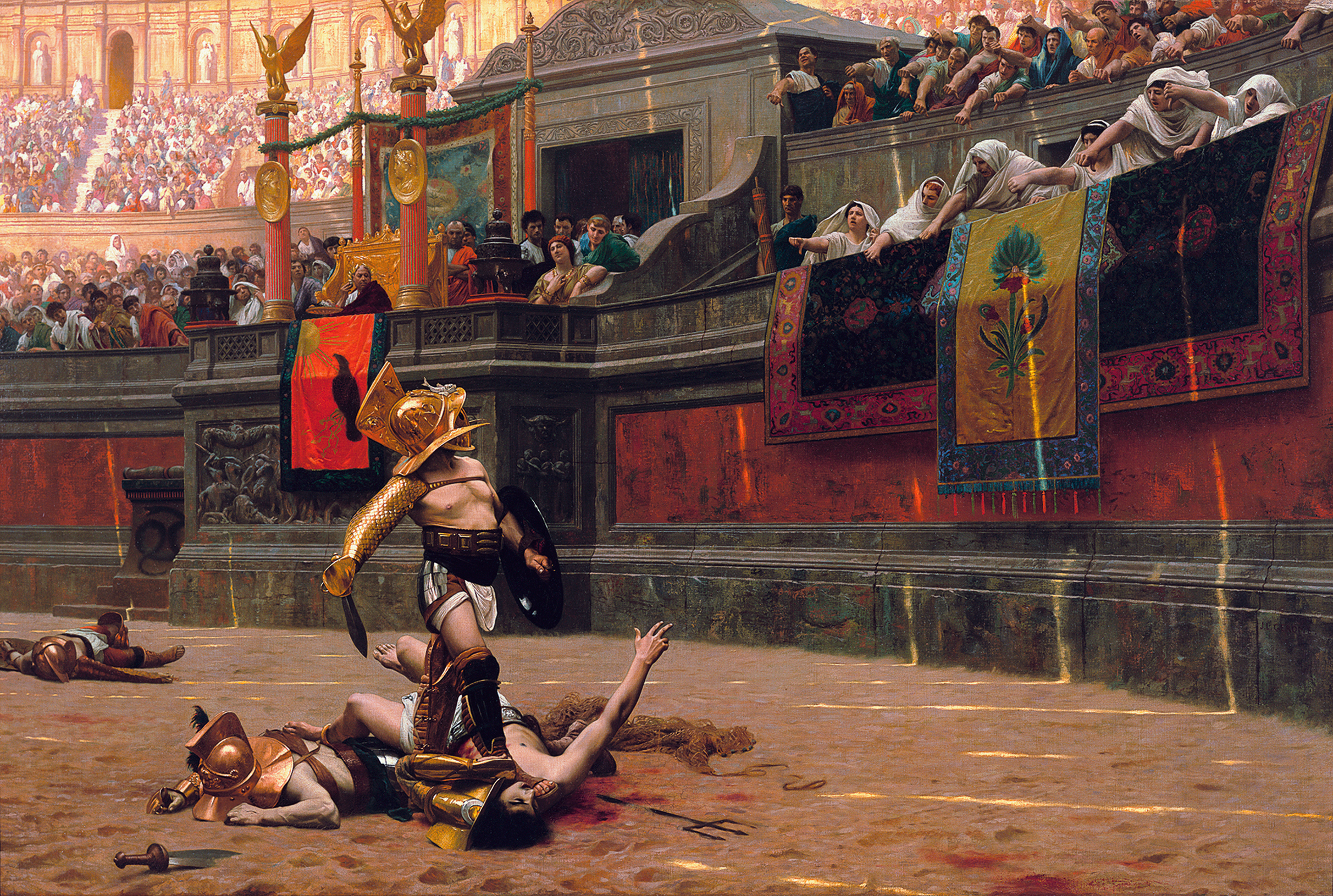
Un mirmillone vittorioso si erge sopra un reziario, rappresentato nel quadro Pollice verso di Jean-Léon Gérôme (1872)

Il passaggio è stato molto dibattuto dai critici, però sembra evidente che Gracco inizia la lotta come un reziario tradizionale indossando il solo subligaculum e che, quando il combattimento volge a suo sfavore, indossa quella tunica che gli consente di reclamare la clemenza spettante ad un retiario tunicato. Il cambio di abbigliamento sembra trasformare un combattimento serio in uno comico e anche la parrucca (la spira) concorre ad accentuare le fattezze femminili di Gracco, disonorando il suo avversario costretto a partecipare a una farsa. È piuttosto inusuale trovare un gladiatore così descritto in una satira, visto che questi lottatori sono soliti assumere il ruolo di "uomini brutali, mascolini e di successo con le donne sia delle classi alte che basse (sebbene soprattutto fra queste ultime, poco istruite e non troppo intelligenti)". Al contrario, il reziario tunicato della satira rappresenta una figura canzonatoria del gladiatore, dalla sessualità equivoca, generalmente vestito in costumi di qualunque foggia, ma più abitualmente da donna, e opposto ad un secutor o a un mirmillone in una parodia del combattimento gladiatorio.

### La popolarità e il successo
D'altra parte, malgrado il loro rango inferiore, i reziari divennero sempre più popolari durante il periodo del Principato. Il fatto che gli spettatori ne potessero osservare i volti scoperti finì per umanizzarli ed accrescerne così la popolarità, tanto che nella cultura popolare contemporanea l'immagine più frequentemente associata agli antichi gladiatori è proprio quella del reziario, la classe gladiatoria più famosa, che rimase un'attrazione abituale dei giochi fino alla loro scomparsa.
Esistono testimonianze che il reziario potesse arrivare ad essere un combattente di successo. In una lapide rinvenuta a Nemausus, l'odierna Nîmes, nella Gallia Narbonense, si legge:
(CIL XII, 03327)
Tuttavia, è anche certo che normalmente i gladiatori erano soliti ingigantire i propri successi, ed in tale senso un graffito di Pompei mostra un reziario chiamato Antigonus che si vanta di aver vinto l'incredibile cifra di 2.112 combattimenti, e che affronta un certo Superbus che ne aveva vinto uno soltanto.
I gladiatori esercitavano sulle donne, anche di classi sociali elevate, una forte attrazione sessuale e ciò valeva anche per i reziari. Tra le rovine di Pompei sono venuti alla luce parti di graffiti nei quali si fa riferimento ad un reziario chiamato Crescens (o Cresces):
(CIL IV, 04356)
e ancora:
(CIL IV, 04353)
Ma la grazia e la leggerezza del reziario, combinate con un corpo sostanzialmente nudo ed il volto scoperto, suggerivano una figura particolarmente lasciva. Molti reziari potrebbero aver ostentato la propria scioltezza e la propria leggiadria nell'arena, apprezzate ed approvate da una parte del pubblico. Gli stessi nomi assunti da questi gladiatori sembravano confermarne l'effeminatezza: da Thelonicus (dal greco θηλύνη, appunto effeminato), a Xustos (dal greco ξυστός, glabro o imberbe, aggettivi che evocano levigatezza della pelle e mancanza di peli, attribuite ai giovinetti effeminati) a Draukos (dal latino draucus, ovvero l'oggetto passivo, e quindi tutt'altro che virile, del desiderio sessuale).
Nell'arte romana i reziari appaiono con la stessa frequenza di altri tipi di gladiatori. Un mosaico rinvenuto nel 2007 nelle Terme della Villa dei Quintili mostra un reziario chiamato Montanus; il fatto stesso che appaia il suo nome dimostra che era un gladiatore famoso. Il mosaico risale circa all'anno 130, quando la famiglia Quintili fece costruire questa residenza di campagna.

## Armi e armatura
Il reziario è la categoria gladiatoria (armaturae) più facilmente identificabile dal suo armamento: un parabraccio (lorica manica), uno scudo posto a protezione della spalla (galerus), una rete di forma circolare munita di pesi per avvolgere l'avversario (retis), un tridente (fuscina) ed un pugnale a lama larga (pugio). Tecnicamente si poteva perfino dire che il reziario non fosse un gladiatore nel senso letterale della parola, visto che non lottava con quella spada (il gladius) che dà il nome al gladiatore.
Le sue armi e la sua armatura potevano essere decorate. Esistono testimonianze archeologiche di questo fatto, come un pugnale decorato esposto al Museo archeologico nazionale di Napoli. Altri reperti sono stati rinvenuti nel sito archeologico di Pompei. Durante gli scavi tra le baracche dei gladiatori gli archeologi hanno riportato alla luce tre galeri recanti delle iscrizioni. Su uno sono riportate le immagini di un'ancora, di un timone, di un granchio e di un delfino in movimento attorno ad un tridente; un altro raffigura un disegno di Cupido e la testa di Ercole e nel terzo c'è il disegno di un'arma e l'iscrizione RET/SECUND, ovvero  Reziario di secondo grado. Le loro dimensioni variano tra 30 e 35 cm sia in lunghezza che in larghezza, mentre il loro peso è compreso tra 1,1 e 1,2 kg.

### Le armi

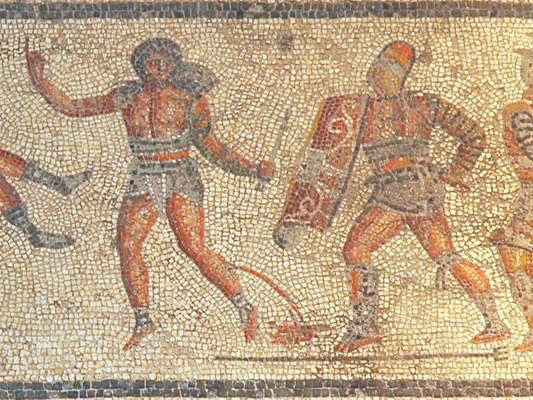
In questa scena di un mosaico di Zliten (Libia) del 200, un reziario ferito, armato del solo pugio, alza un dito in segno di resa. Il tridente è in terra ai piedi del suo avversario, un secutor, ma non c'è traccia della rete

Sebbene la rete (lat. retis, pl. retia, termine da cui deriva il suo nome latino retiarius) fosse l'arma più classica di questo tipo di gladiatore, non esistono molte rappresentazioni di questo tipo di arma. È possibile che il combattimento con l'impiego della rete si sia sviluppato in qualche momento dell'antichità, però esperimenti recenti ed i paragoni con le reti odierne, progettate per pescare, possono suggerirci solamente alcuni spunti su come si fabbricasse una rete per questi gladiatori. I dati risultanti fanno supporre che questa rete si intessesse in forma circolare, con una maglia di tre metri di diametro e con dei pesi di piombo disposti lungo tutto il bordo. Una corda correva lungo tutto il perimetro della maglia, le estremità della quale venivano legate ai polsi del gladiatore. Trattandosi di un'arma che veniva lanciata, la rete prendeva talvolta il nome di iaculum.
La seconda e più potente arma utilizzata dal reziario era un tridente di ferro o di bronzo chiamato fuscina, fascina o anche, in alcuni casi, tridens e la cui altezza era equivalente a quella di un uomo. Un cranio rinvenuto in un cimitero di gladiatori a Efeso (in Turchia) mostrava fori d'entrata causati da un attacco con tridente. Le ferite distavano 5 cm una dall'altra e corrispondono ad un reperto di un tridente di bronzo rinvenuto nel porto di Efeso nel 1989, i cui rebbi erano lunghi 21,6 cm.

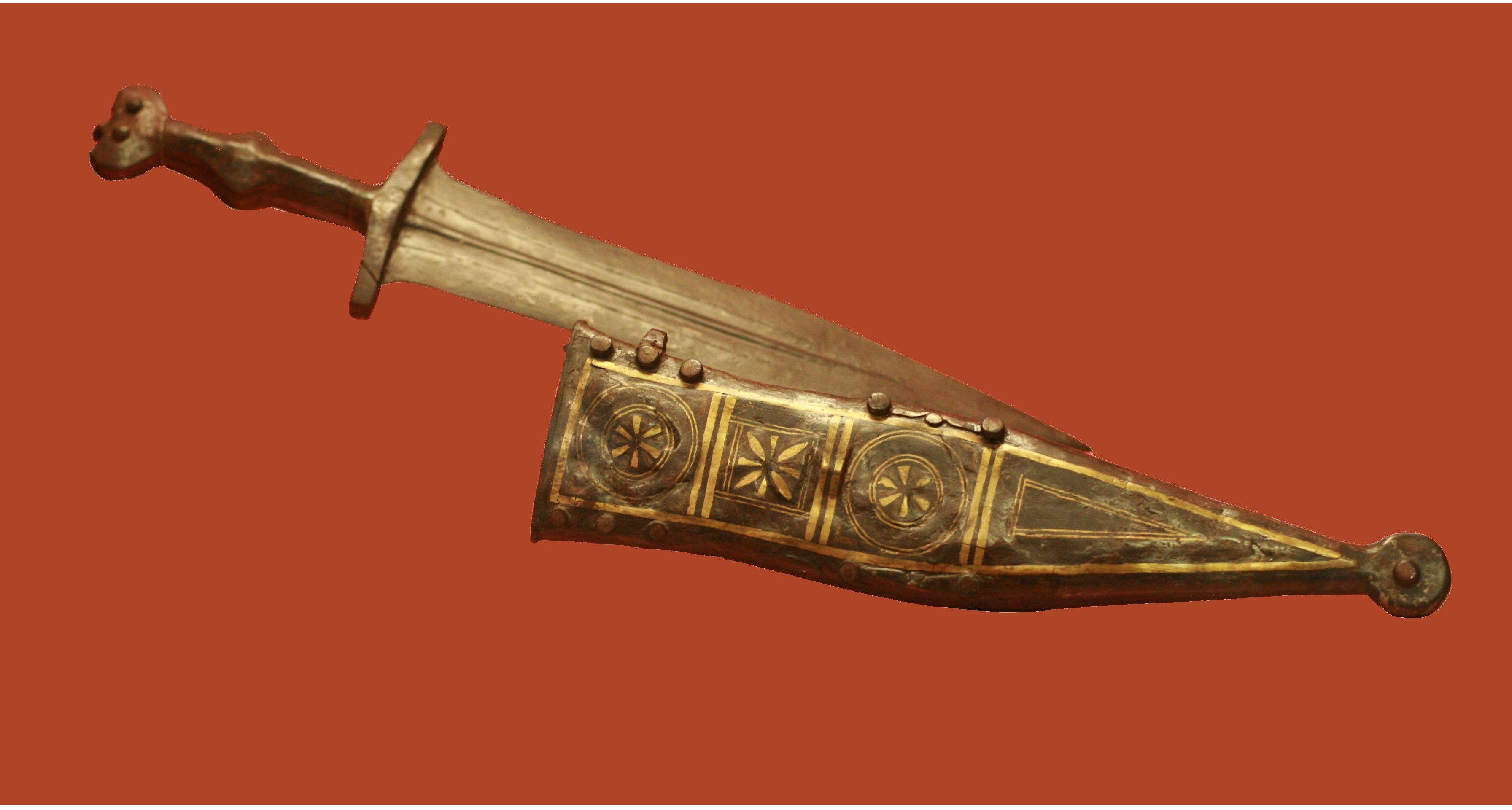
Pugio del II secolo, custodito nel Museo di Carnunto

Inoltre, in una lapide rinvenuta in Romania appare l'immagine di un reziario dotato, oltre al suo tridente, di un'arma a quattro punte. Nel cimitero di gladiatori di Efeso è stato trovato anche un femore che mostrava ferite compatibili con un'arma come questa.
L'ultima risorsa del reziario, nel caso che oltre alla rete gli fosse venuto a mancare anche il tridente, era un pugnale, il pugio, dalla lama larga e piatta; di esso, in genere, si avvaleva il reziario quando la vicinanza dell'avversario imponeva, al termine della lotta, il combattimento corpo a corpo, come appare nel mosaico del gladiatore o in quello di Zliten.

### L'armatura
Il reziario portava un'armatura minima e, al contrario di altri tipi di gladiatori, non portava né l'elmo, né lo scudo e neppure gli schinieri. Indossava una manica sul braccio sinistro anziché sul destro, e questo gli consentiva un movimento più fluido quando doveva lanciare la rete con la mano destra.

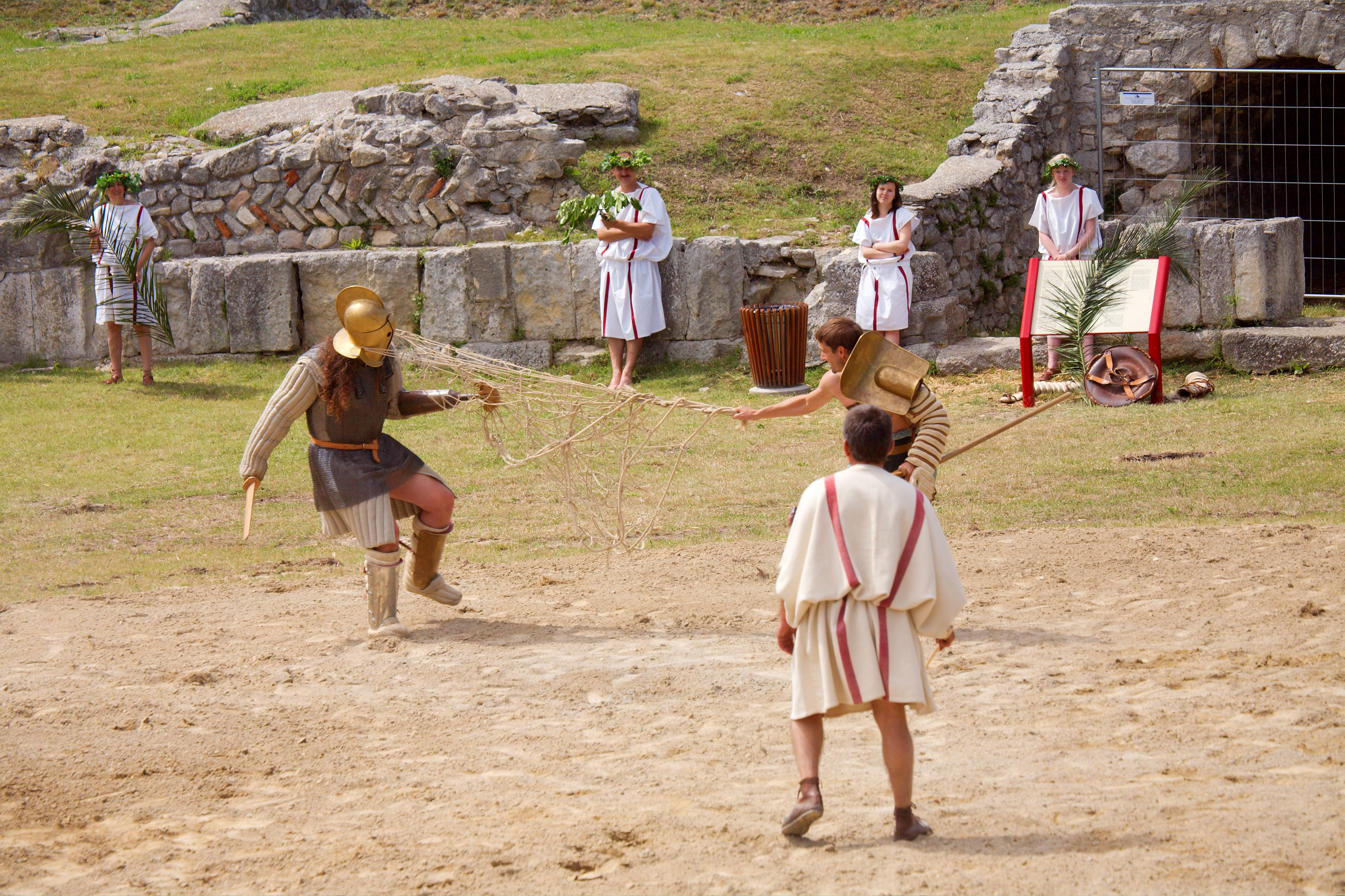
Reziario che indossa un galerus durante un combattimento simulato a Carnunto, in Austria

Unita all'estremità superiore della manica indossava una protezione di bronzo o di cuoio che gli copriva la spalla e che veniva detta galerus (o spongia). Questa protezione si estendeva parzialmente al di sotto della spalla mentre in alto era ricurva verso l'esterno, lasciando così libertà di movimento alla testa del gladiatore. Il galerus proteggeva la testa, la faccia e la parte superiore del braccio, sempre che il reziario avesse l'accortezza di mantenere il lato sinistro di fronte al proprio avversario. La sua conformazione permetteva al lottatore di tenervi riparata dietro la testa, e la sua curvatura facilitava la deviazione verso il basso dei colpi che l'avversario portava dall'alto.
Molti anni dopo, nell'Impero romano d'oriente, alcuni reziari indossarono, in luogo del galerus, la lorica hamata, una maglia che copriva le spalle e la parte superiore del torso. Nell'Impero romano d'occidente, invece, lo stile della dotazione del reziario rimase abbastanza inalterato.

### Il resto della sua dotazione
In aggiunta all'equipaggiamento descritto, il reziario indossava un indumento di lino (il subligaculum), che lo copriva dalla cintola fino alla coscia, una sorta di perizoma fissato alla vita mediante un ampio cinturone (il balteus) e un gambale o, come dimostrano alcune immagini, una tunica corta, leggermente imbottita, che lasciava scoperta la spalla destra. Alcune varianti del suo abbigliamento includevano delle protezioni per le gambe e per le caviglie, una fascia per i capelli e qualche segno distintivo. Il reziario lottava generalmente scalzo. Nel suo complesso, la sua armatura pesava tra i 7 e gli 8 kg, e questo lo rendeva il più leggero di tutti i tipi di gladiatori.

## Lo stile di lotta

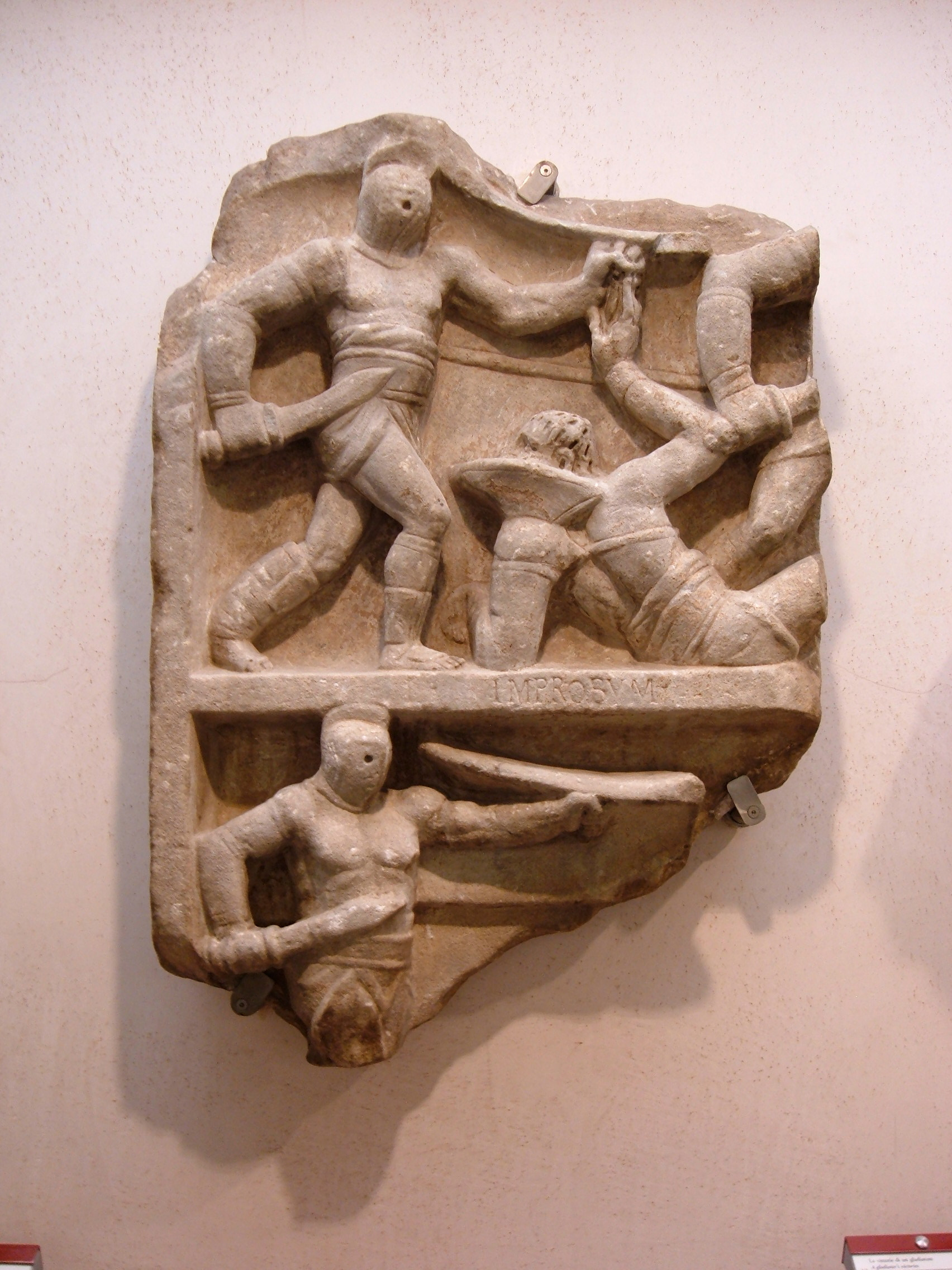
Un secutor attacca slealmente un reziario caduto al suolo

Il reziario si vedeva tradizionalmente opposto al secutor o, più raramente, al mirmillone o allo scissor. Malgrado la notevole differenza tra il reziario seminudo e il suo avversario, pesantemente armato, le moderne ricostruzioni storiche dimostrano che il reziario non si trovasse svantaggiato di fronte al nemico. La sua mancanza di un'armatura pesante presupponeva che fosse capace di mettere a frutto la propria velocità e la propria abilità nello schivare gli attacchi. Per di più, disponeva anche di tre diverse armi di offesa, mentre il suo avversario generalmente poteva avvalersi di un'arma sola.
Il reziario doveva evitare a tutti i costi il confronto ravvicinato, mantenendosi a distanza dal secutor e aspettando una breccia nella sua guardia per trafiggerlo col suo tridente o per lanciare la rete. Il termine secutor significa 'inseguitore', poiché questo tipo di gladiatore incalzava costantemente il reziario per chiudere la distanza ed impedirgli l'uso del tridente o della rete. Era anche conosciuto come contrareziario (lat. contraretiarius), nel senso che costituiva la classe gladiatoria che solitamente si contrapponeva al reziario.
La strategia del secutor era di rimanere dietro la protezione che gli offriva lo scudo e di obbligare l'avversario al combattimento corpo a corpo, così da poterlo attaccare con la sua spada corta. Nei combattimenti ravvicinati il reziario disponeva soltanto di un paraspalla (il galerus), la cui forma gli garantiva protezione, purché avesse mantenuto la testa abbassata dietro questo scudo per ripararvisi, mentre il secutor indossava un elmo che se da un lato lo proteggeva dagli attacchi, ne limitava dall'altro in buona misura la visuale e la percezione uditiva, rendendone anche difficoltosa la respirazione.

Le armi del secutor arrivavano a pesare tra i 15 e i 18 kg., il che costituiva un notevole svantaggio per questo gladiatore, dato che una lotta prolungata lo avrebbe sfavorito in quanto si sarebbe progressivamente sfinito a causa dello sforzo. Per questo motivo una delle tattiche del reziario era di portare continui colpi di disturbo sullo scudo del secutor (la parte più pesante del suo armamento), sfiancandolo sempre più ad ogni attacco fino a che il suo avversario, esausto, finiva per disfarsene.
D'altro canto la rete del reziario si poteva ritenere un'arma piuttosto efficace in mano ad abili combattenti. Il primo obiettivo del reziario quando utilizzava quest'arma era di catturare il nemico e, in questo senso, un vaso rinvenuto a Rheinzabern, una cittadina tedesca della Renania-Palatinato, conservato nel locale Museo, fornisce una dimostrazione della tecnica di lancio: il reziario manteneva la rete ripiegata nella mano destra e la scagliava improvvisamente e furtivamente contro l'avversario.

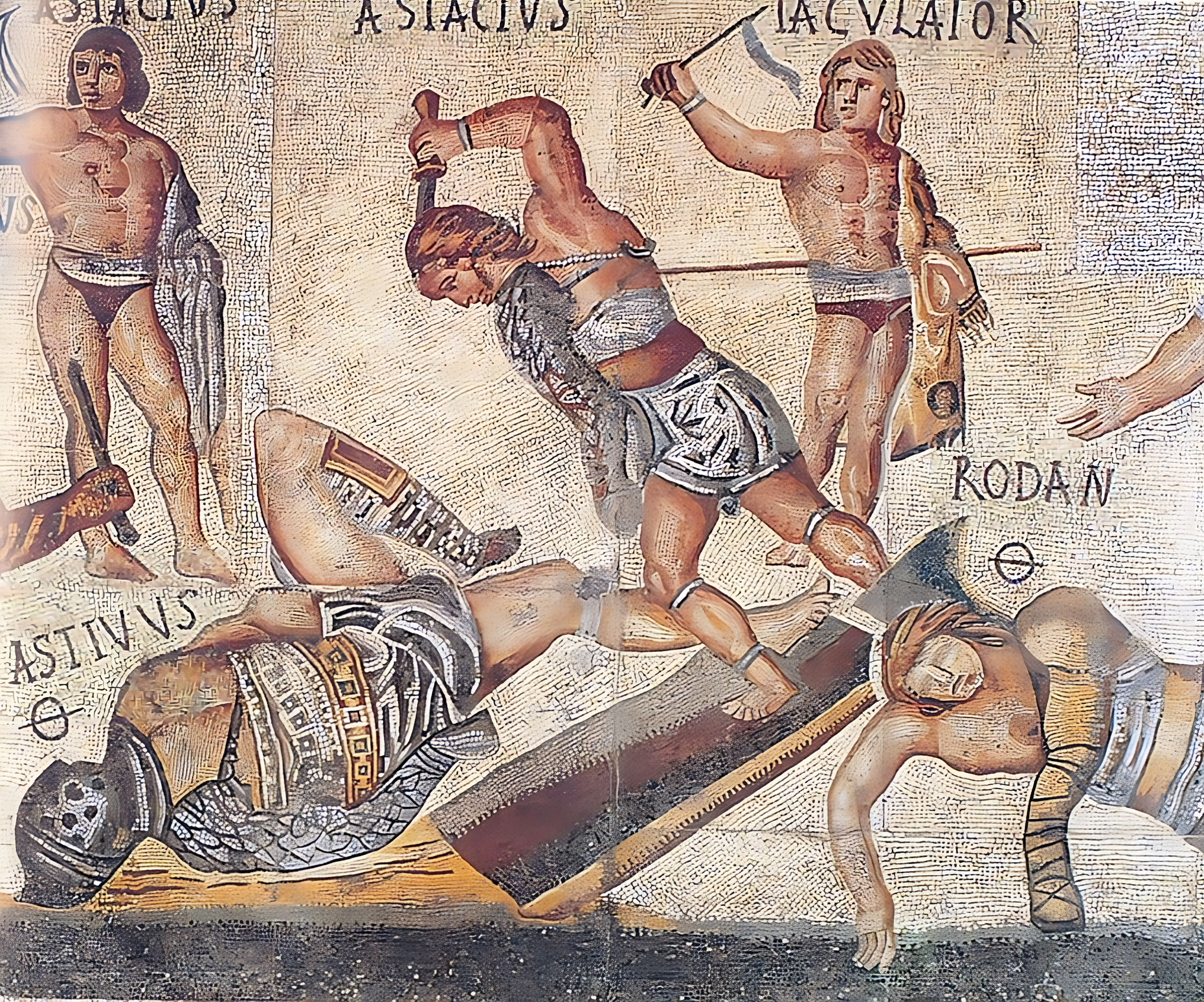
Epilogo del combattimento tra il reziario Astacius, che brandisce il pugio, e il suo avversario, il gladiatore Astivus, che giace a terra morente (Mosaico del gladiatore, Galleria Borghese a Roma)

Il reziario manteneva il tridente ed il pugio nella mano sinistra con l'accortezza di tenere le punte del tridente rivolte verso il basso, per evitare che rimanessero impigliate nella rete. Se il lancio mancava l'obiettivo, il reziario usava la corda che teneva attaccata al polso per recuperare la rete, mentre se aveva avuto successo la tirava per chiudere la rete sopra al suo avversario cercando d'immobilizzarlo o di fargli perdere l'equilibrio.

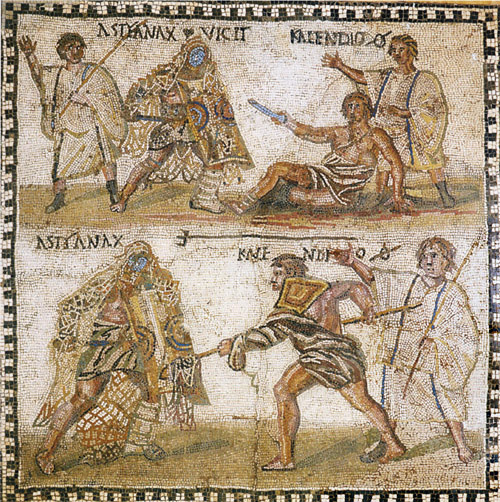
Combattimento tra il reziario Kalendio e il secutor Astyanax (Mosaico conservato nel Museo Archeologico Nazionale di Spagna, a Madrid)

Un lancio efficace della rete poteva far sì che la battaglia si decidesse repentinamente in favore del reziario, sebbene non andasse sempre così. Ad es., nella parte inferiore di un mosaico conservato nel Museo archeologico nazionale di Spagna, a Madrid, è raffigurato il reziario chiamato Kalendio mentre cattura il secutor Astyanax con la sua rete. Tuttavia, nell'immagine superiore, al termine del combattimento, lo stesso Kalendio appare ferito e steso al suolo, nell'atto di sollevare il pugio in segno di resa. L'iscrizione riferita a Kalendio riporta accanto al nome l'inconfondibile simbolo Ø, iniziale della parola greca θανώς (morto), che indica la morte del gladiatore al termine del combattimento.
La rete poteva peraltro essere utilizzata anche per altri scopi, come disarmare l'avversario o strappargli lo scudo di mano, ponendolo così in una situazione di considerevole svantaggio. Altri accorgimenti del reziario potevano consistere nell'utilizzare la rete come una frusta per attaccare gli occhi del secutor, limitandone o inibendone la percezione visiva, o nel lanciargliela tra le gambe per farlo inciampare e cadere. 
Quando falliva con la rete, il reziario era di solito costretto ad abbandonarla per cercare di utilizzare le altre armi, anche se a volte poteva cercare di raccoglierla per tentare una seconda volta. Naturalmente il secutor era quasi sempre preparato alle tattiche del reziario nell'uso della rete; egli tentava di intercettarne il lancio afferrandosi all'arma, cercando a sua volta di fargli perdere l'equilibrio tirandola. Prima che ciò accadesse il reziario poteva liberarsene tagliando col pugnale la corda che l'assicurava al suo polso, sebbene ciò implicasse la probabile perdita della rete viste le ridottissime possibilità di recuperarla.
Sono state formulate varie ipotesi riguardo alla frequenza con la quale il reziario utilizzava la sua rete. Le immagini oggi esistenti riguardanti questo tipo di gladiatore lo mostrano raramente mentre la utilizza, sebbene sia da essa che prende il suo nome, mentre quando Giovenale nelle sue satire si riferisce a questo gladiatore lo identifica come il combattente della rete. È anche possibile che la difformità tra una fonte e l'altra dipenda da una qualche "licenza artistica” dei pittori e degli scultori che hanno realizzato le immagini giunte fino ai giorni nostri. È certo che altri gladiatori sono stati rappresentati in taluni frangenti privi delle loro armi, sebbene dalla loro postura si possa supporre che in qualche momento della lotta le tenessero in mano. Va anche considerato che la rete è un'arma piuttosto difficile da rappresentare; è possibile che la sua assenza nelle raffigurazioni dei reziari volesse semplicemente suggerire che il gladiatore avesse già perso l'arma durante il confronto. Un'altra possibilità è che, banalmente, alcuni reziari non utilizzassero la rete.

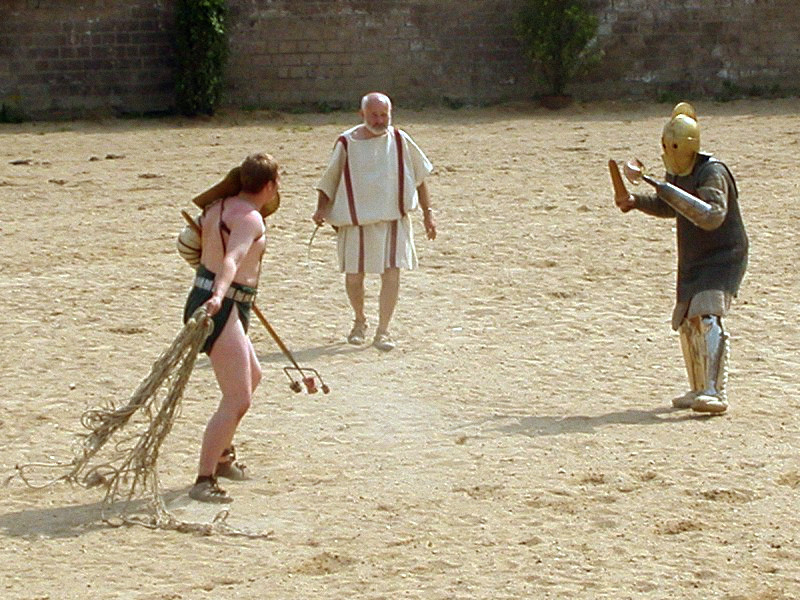
In questa rievocazione storica, un reziario combatte contro uno scissor che indossa il caratteristico falso braccio di forma semiconica provvisto di lama terminale ricurva

Probabilmente, nella maggior parte degli scontri, il reziario concludeva il combattimento disponendo unicamente del tridente e del pugnale, trovandosi così in una situazione svantaggiosa di fronte al secutor. In questi casi, il tridente era la sua arma principale poiché la sua lunghezza gli permetteva di mantenere a distanza il suo rivale. Si trattava di un'arma potente, capace di infliggere danni in qualunque parte del corpo che non fosse adeguatamente protetta. Il reziario afferrava l'arma con entrambe le mani, tenendo quella sinistra più prossima alle punte, mentre con la destra impugnava l'estremità del manico. In tal modo poteva attaccare il secutor sferrando con violenza i colpi verso il basso, direttamente alle gambe prive di protezione, o contro il suo elmo, cercando di attraversarne una delle fessure oculari. In effetti, utilizzato con ambedue le mani, il tridente può infliggere colpi molto violenti al nemico.
Il tridente, di per sé, non era abbastanza resistente da trapassare il metallo, sebbene ad Efeso, in Turchia, sia venuto alla luce un teschio, risalente al III-IV secolo, che mostra come una ferita prodotta con un tridente nella testa scoperta di un rivale potesse risultare fatale. L'elmo del secutor era arrotondato e privo di sporgenze per evitare di rimanere impigliato nella rete o agganciato dalle punte del tridente, ma se veniva attaccato questo combattente era obbligato a proteggersi dai colpi diretti riparandosi dietro lo scudo, il che ne riduceva il campo visivo, permettendo al reziario di ritornare in vantaggio grazie alla sua velocità. Se il secutor attaccava con la sua spada, il reziario ribatteva il colpo parandolo con le punte del suo tridente e cercando di disarmare l'avversario. Da parte sua, il gladiatore più pesante tentava di bloccare il tridente col suo scudo, cercando di costringere il reziario a perderlo in uno degli assalti.
In un rilievo giuntoci da Tomis, sito archeologico nelle vicinanze dell'odierna Costanza, in Romania (Impero Romano d'Oriente), è rappresentato lo scontro tra un reziario ed uno scissor, un gladiatore molto simile al secutor che indossava, in luogo dello scudo, un braccio falso di forma tubolare o a tronco di cono. Questo armamento si innestava sopra il braccio sinistro e terminava con una lama affilata a forma di mezzaluna, che presumibilmente veniva usata per agganciare il tridente o per tagliare la rete e togliersela poi di dosso. È probabile che gli scissores che riuscivano a disarmare i reziari loro rivali avrebbero poi fatto cadere a terra questo armamento (come mostrato nel rilievo di Tomis) e avrebbero continuato la lotta con la sola spada.
Il reziario manteneva il pugnale nella sua mano sinistra. Questo gladiatore poteva utilizzarlo per liberarsi della rete se fosse stato necessario disfarsene (sia perché l'aveva afferrata il secutor, sia perché si era agganciata nel suo tridente). Poteva anche lottare tenendo il tridente in una mano e il pugnale nell'altra, ma questo avrebbe annullato il presunto vantaggio di disporre di un'arma più lunga per proteggersi di fronte al nemico.

Il pugnale fungeva anche da ultima risorsa nel caso che il reziario avesse perso tanto la rete quanto il tridente. In tal caso e solo avvalendosi dell'elemento sorpresa che gli avrebbe potuto permettere di far cadere il secutor al suolo, poteva sferrare il suo attacco col pugnale, riuscendo così a trasformare la lotta in un vero combattimento corpo a corpo, probabilmente con i pugnali. Se, al termine del combattimento, il reziario riceveva l'ordine di uccidere il suo rivale, utilizzava il suo pugnale per trafiggerlo o per tagliargli la gola.
In alcuni combattimenti, il reziario affrontava contemporaneamente due secutores. In quel caso si andava a collocare su un ponte o su una piattaforma provvista di scale e disponeva di un mucchio di pietre di medie dimensioni che poteva scagliare contro i suoi avversari per mantenerli a distanza. In questa variante del combattimento il reziario prendeva il nome di pontarius. È possibile che questa piattaforma (chiamata pons, lat. ponte), venisse costruita sull'acqua. 
Questo tipo di situazioni erano rare, e si trattava di una delle poche eccezioni al tipico combattimento, il confronto tra due gladiatori, che poteva anche aver luogo contemporaneamente a quello di altre coppie (gladiatorum paria).

## Filmografia
- I gladiatori
- Il gladiatore
- Spartaco - Il gladiatore
- Spartacus
- Ursus gladiatore ribelle

### Fonti primarie
- (LA) Decimo Giunio Giovenale, Satire, Libro I, Satira II (Contro i depravati).
- (LA) Decimo Giunio Giovenale, Satire, Libro II, Satira VI (Contro le donne).
- (LA) Decimo Giunio Giovenale, Satire, Libro III, Satira VIII (Contro i nobili).
- (LA) Isidoro di Siviglia, Etymologiae, Libro XVIII.
- (LA) Marco Valerio Marziale, Epigrammi, Libro VII.
- (LA) Aulo Persio Flacco, Satire, Satira IV (Conosci e correggi te stesso prima degli altri).
- (LA) Seneca il Giovane, Naturales Quaestiones, Libro VII, (Le Comete).
- (LA) Gaio Svetonio Tranquillo, Vite dei Cesari: Gaius Caligula, Libro IV, Milano, Garzanti, 2002, ISBN 88-11-58187-7.
- (LA) Gaio Svetonio Tranquillo, L'imperatore Claudio (Vite dei Cesari. Libro 5º), Milano, Marsilio, 1999, ISBN 88-317-7116-7.
- (LA)  Tito Livio, Ab Urbe condita libri, Liber XXIII.

### Fonti secondarie

#### In italiano
- Domenico Augenti, Spettacoli del Colosseo nelle cronache degli antichi, L'Erma di Bretschneider, 2001, ISBN 88-8265-110-X.
- Gaston Boissier, Pompei, Napoli, Guida Editori, 2002, ISBN 88-7188-576-7.
- Marco Buonocore, Epigrafia anfiteatrale dell'Occidente romano. Vol. 3: Regiones Italiae II-V. Sicilia, Sardinia et Corsica, Quasar, 1992, ISBN 88-7140-050-X.
- Maria Letizia Caldelli, Cinzia Vismara, Epigrafia anfiteatrale dell'Occidente romano. Vol. 5: Alpes Maritimae, Gallia Narbonensis, Tres Galliae, Germaniae, Britannia, Quasar, 2001, ISBN 88-7140-191-3.
- Maurizio Fora, Epigrafia anfiteatrale dell'Occidente romano. Vol. 4: Regio Italiae I. Latium, Quasar, 1996, ISBN 88-7140-090-9.
- Maurizio Fora, I munera gladiatoria in Italia, Napoli, Jovene, 1996, ISBN 88-243-1176-8.
- Gianluca Gregori, Epigrafia anfiteatrale dell'Occidente romano. Vol. 2: Regiones Italiae VI-XI, Quasar, 1989, ISBN 88-7140-007-0.
- Federica Guidi, Morte nell'arena: storia e leggenda dei gladiatori, Mondadori, 2006, ISBN 88-04-55132-1.
- Luciana Jacobelli, Gladiatori a Pompei, Roma, L'Erma di Bretschneider, 2003, ISBN 88-8265-215-7.
- Fik Meijer, Un giorno al Colosseo (il mondo dei gladiatori), Laterza, 2006, ISBN 88-420-8158-2.
- Silvia Orlandi, Epigrafia anfiteatrale dell'Occidente romano. Vol. 6: Roma. Anfiteatri e strutture annesse, Quasar, 2004, ISBN 88-7140-265-0.
- Fabrizio Paolucci, Gladiatori - I dannati dello spettacolo, Roma, Giunti, 2006, ISBN 88-09-04039-2.
- Antonio Varone, L'erotismo a Pompei, L'Erma di Bretschneider, 2000, ISBN 88-8265-055-3.
- Dizionario Larousse della civiltà romana, Gremese editore, 2001, ISBN 88-8440-106-2

#### Altre lingue
- (EN) Roland Auguet, Cruelty and Civilization: The Roman Games, London, Routledge, 1994, ISBN 0-415-10452-1.
- (EN) Alan Baker, The Gladiator: The Secret History of Rome's Warrior Slaves, Da Capo Press, 2002, ISBN 0-306-81185-5.
- (EN) Susanna Morton Braund, Satires: Book I, Cambridge University Press, 1996, ISBN 0-521-35667-9.
- (EN) Susanna Morton Braund, Juvenal and Persius, Harvard University Press, 2004, ISBN 0-674-99612-7.
- (EN) Steven M. Cerutti, L. Richardson Jr., The Retiarius Tunicatus of Suetonius, Juvenal, and Petronius, The American Journal of Philology, Vol. 110, n. 4, 1989.
- (EN) Peter Connolly, Hazel Dodge, The Ancient Life: Life in Classical Athens and Rome, Oxford University Press, 1997, ISBN 0-19-521582-6.
- (EN) Anne Duncan, Performance and Identity in the Classical World, New York, Cambridge University Press, 2006, ISBN 0-521-85282-X.
- (EN) Jonathan Edmondson, Alison Keith, Roman dress and the fabrics of roman culture, University of Toronto Press, 2008, ISBN 0-8020-9319-1.
- (EN) Catherine Edwards, Unspeakable Professions: Public Performance and Prostitution in Ancient Rome, Roman Sexualities, Princeton, Princeton University Press, 1997, ISBN 0-691-01178-8.
- (EN) Alison Futrell, The Roman Games, Blackwell Publishing, Malden, 2006, ISBN 1-4051-1568-8.
- (EN) Michael Grant, Gladiators, Barnes & Noble Books, 1995, ISBN 1-56619-958-1.
- (EN) Marcus Junkelmann, Familia Gladiatoria: The Heroes of the Amphitheatre, Gladiators and Caesars: The Power of Spectacle in Ancient Rome, University of California Press, 2000, ISBN 0-520-22798-0.
- (EN) Susanna Shadrake, The World of the Gladiator, Tempus Publishing, 2005, ISBN 0-7524-3442-X.
- (DE) Christine Walde, Lucan im 21 jahrhundert, München/Leipzig, K.G. Saur, 2005, ISBN 3-598-73026-8.
- (EN) Allen M. Ward, Gladiator in Historical Perspective, in Martin M. Vinkler (a cura di), Gladiator: Film and History, Malden, Blackwell Publishing, 2004, ISBN 1-4051-1042-2.
- (EN) Thomas Wiedemann, Emperors and Gladiators, Abingdon, Routledge, 1995, ISBN 0-415-12164-7.
- (EN) Stephen Wisdom, Angus McBride, Gladiators: 100 BC–AD 200, Oxford, Osprey Publishing Ltd., 2001, ISBN 1-84176-299-7.
- (EN) Amy Zoll, Gladiatrix: The True Story of History's Unknown Woman Warrior, London, Berkley Boulevard Books, 2002, ISBN 0-425-18610-5.